# АЭС Три-Майл-Айленд
АЭС Три-Майл-Айленд (англ. Three Mile Island Nuclear Station) — остановленная атомная электростанция, расположенная на одноименном острове реки Саскуэханна в 16 километрах ниже по течению от Гаррисберга, столицы штата Пенсильвания, США. Станция состоит из двух энергоблоков, первый из которых закрыт 20 сентября 2019 года, тогда как второй остановлен навсегда после известной аварии 1979 года, оказавшей значительное влияние на развитие атомной энергетики США.

## Общие сведения об АЭС
Первый энергоблок АЭС возведен в 1974 году строительной компанией United Engineers and Constructors по проекту фирмы Gilbert Associates Inc. и оснащен реакторной установкой Babcock and Wilcox и турбогенератором General Electric. Блок был запущен в 1974 году и его электрическая мощность составила 792 МВт. В 1988 году, после модернизации турбины, станция получила разрешение на работу при повышенной тепловой мощности реакторной установки и выработке электрической мощности 852 МВт (по состоянию на 2009 год). В январе 2008 год лицензию на эксплуатацию первого энергоблока продлили на 20 лет после окончания действующей лицензии в 2014 году — до 2034 года. Однако 20 сентября 2019 года в связи с высокими эксплуатационными расходам первый энергоблок остановлен. 
Первоначально проект станции, которая впоследствии стала вторым энергоблоком, был разработан для условий размещения на площадке АЭС Ойстер-Крик. Однако в декабре 1968 года, когда часть подготовительных работ была уже проведена, из экономических соображений строительство перенесли на площадку АЭС Три-Майл-Айленд. Генеральным проектировщиком блока стала фирма Burns and Roe, проектировавшая станцию Ойстер-Крик, что во многом определило конструктивные отличия между первым и вторым блоками АЭС Три-Майл-Айленд. Новый энергоблок электрической мощностью 906 МВт, на базе реакторной установки Babcock and Wilcox и турбогенератора Westinghouse был сдан в коммерческую эксплуатацию 30 декабря 1978 года и уже через полгода закрыт после произошедшей на нем аварии.
Общая площадь, занимаемая станцией, составляет около 155 га. На станции трудятся 725 человек, годовой фонд заработной платы при этом составляет около 60 миллионов долларов США. Энерговыработка за 2016 год составила — 7,1 миллиарда кВт·ч, а налоговые выплаты около одного миллиона долларов.
Эксплуатирующей организацией и владельцем первого энергоблока станции в настоящее время является корпорация Exelon. Закрытым после аварии вторым энергоблоком владеет компания FirstEnergy.

## Конструкция

### Технологическая схема
Тепловая схема энергоблоков является двухконтурной. Рабочие среды первого и второго контуров физически разделены между собой теплообменной поверхностью парогенераторов. Тепловая энергия, производимая в ядерном реакторе, передается от топлива к теплоносителю первого контура через стенки твэлов. Затем теплоноситель, проходя через трубки парогенераторов, передает тепло среде второго контура, в результате чего происходит её превращение в пар. В турбинной установке энергия пара преобразуется в энергию вращения ротора генератора. Генератор в свою очередь преобразует механическую энергию вращения в электрическую. Пар из турбины сбрасывается в конденсатор где происходит его полная конденсация на стенках теплообменных трубок. Отвод тепла от конденсаторов турбины в окружающую среду осуществляется по отдельному контуру через башенные испарительные градирни. Конденсат турбины после очистки возвращается обратно в парогенераторы, что замыкает тепловой цикл станции.

### Реакторная установка
Реакторные установки первого и второго энергоблоков тепловой мощностью 2568 и 2770 МВт соответственно, были изготовлены одним из пионеров американской ядерной индустрии Babcock and Wilcox. Подобными установками оснащены также блоки 1, 2 и 3 АЭС Окони, блок 1 АЭС Арканзас, АЭС Ранчо Секо, блок 3 АЭС Кристал Ривер и АЭС Дэвис-Бесс, хотя последняя отличается компоновкой парогенераторов.
Реакторная установка Babcock and Wilcox выполнена по петлевой схеме с использованием двух прямоточных парогенераторов. Нагретый в реакторе теплоноситель подводится в каждый парогенератор по одной «горячей» нитке главного циркуляционного трубопровода и возвращается в реактор через две «холодных» нитки при помощи главных циркуляционных насосов. Давление в первом контуре поддерживается с помощью компенсатора давления, соединенного с «горячей» ниткой одной из петель реакторной установки. Установка работает при давлении 15,5 МПа, температуре теплоносителя на входе в активную зону 298 °C, на выходе — 334 °C.
Реактор представляет собой цилиндрический сосуд с полусферической крышкой, демонтируемой для перегрузки топлива. Материал — сталь легированная марганцем и молибденом. Вся внутренняя поверхность, имеющая контакт с теплоносителем, плакирована нержавеющей сталью.

### Ядерное топливо
Активная зона содержит 177 четырёхгранных тепловыделяющих сборок высотой 4206 мм, шириной 217 мм и весом 687,2 кг каждая. Одна сборка состоит из 208 тепловыделяющих элементов с шагом 15 мм, а также каналов для входа органов регулирования. Материал — циркалой 4 (сплав на основе циркония). Тепловыделяющие элементы содержат таблетки из диоксида урана, слабообогащённого по 235 изотопу. Обогащение различных сборок — 2,96 ; 2,64 ; 1,98 %. Общая масса диоксида урана в сборке — 526 кг. Органы управления и защиты — 61 пучок (кластер), с 16-ю поглощающими элементами в каждом. Средняя глубина выгорания 35 МВт·сут/кг, максимальная проектная — 50,2 МВт·сут/кг.

## Авария 1979 года
28 марта 1979 года на АЭС произошла одна из крупнейших аварий в истории ядерной энергетики США. В результате сочетания технических неисправностей, нарушений ремонтных и эксплуатационных процедур и неправильных действий персонала аварийная ситуация развилась в очень тяжёлую, в итоге была серьёзно повреждена активная зона реактора включая часть топливных урановых стержней. Впоследствии выяснилось, что около 45 % компонентов активной зоны — 62 тонны — расплавилось.
Наиболее драматическими стали пятница и суббота 30-31 марта. Окрестные жители стали покидать свои дома. Власти подготовились к эвакуации населения внутри 35-км зоны включая Гаррисберг. Панические настроения подогревались и тем, что 16 марта, за две недели до происшествия на экраны кинотеатров вышел фильм «Китайский синдром», в котором изображалась гипотетическая авария на атомной электростанции и то, как руководство с помощью властей пыталось скрыть её от общественности. Однако ни расплавления реактора, ни катастрофического выброса радиоактивных веществ в окружающую среду не произошло: его предотвратила локализующая система безопасности — гермооболочка, прочное герметичное защитное сооружение, внутри которого находится реактор и оборудование 1-го контура в установках этого типа.
Согласно официальным данным в результате аварии никто не погиб и не получил серьёзного ущерба для здоровья. Попавшее в окружающую среду количество радиоактивных частиц было оценено как незначительное. Однако событие вызвало чрезвычайно широкий резонанс в обществе, в США началась широкомасштабная и сверхэмоциональная антиядерная кампания, результатом которой явился постепенный отказ от строительства новых энергоблоков. Из 125 строившихся в США на время аварии объектов атомной энергетики — 50 были законсервированы несмотря на высокую степень готовности некоторых из них. В результате, ядерная энергетика США с 80-х годов практически не развивалась, что не мешает ей оставаться до сих пор самой мощной в мире. По данным на осень 2017 года в США имеют лицензию и эксплуатируются 99 атомных энергоблоков, производящих пятую часть электричества в стране.
Работы по устранению последствий аварии были начаты в августе 1979 года и официально завершены в декабре 1993. Они обошлись в 975 миллионов долларов США, что в три раза превысило сумму на которую станция была застрахована. Была проведена дезактивация территории станции, топливо было выгружено из реактора, активная зона тщательно исследована. Энергоблок 2 был закрыт навсегда и находится под постоянным наблюдением.

## Работа станции
Первый энергоблок находился в плановом ремонте во время аварии на втором, работу ему было суждено начать лишь спустя 6 лет, в 1985 году. За эти годы на станции были проведены многочисленные модернизации и улучшения, как в технической части, так и в части совершенствования эксплуатационных процедур и тренировок персонала. После эмоциональных общественных слушаний и заседаний специальных комиссий, «китайский синдром» (безапелляционная критика, не имеющая логических и научных обоснований) был всё же побеждён и 1-й энергоблок продолжил свою работу. В дальнейшем его номинальная мощность была увеличена до 107 % (852 МВт). В 2008 году срок эксплуатации блока-1 был продлён Комиссией по ядерному регулированию США до 2034 года.
В 2010 году компания Progress Energy Inc выкупила турбогенератор закрытого 2-го блока, чтобы переправить его в Северную Каролину для использования при строительстве нового энергоблока АЭС Широн Харрис. Турбогенератор находится в отличном состоянии, ведь он успел проработать всего полгода. Оборудование, весящее около 700 тонн, перевозилось частями.

## Информация о энергоблоках
| Энергоблок        | Тип реакторов | Мощность | Мощность | Начало строительства | Энергетический пуск | Ввод в эксплуатацию | Закрытие   |
| Энергоблок        | Тип реакторов | Чистый   | Брутто   | Начало строительства | Энергетический пуск | Ввод в эксплуатацию | Закрытие   |
| ----------------- | ------------- | -------- | -------- | -------------------- | ------------------- | ------------------- | ---------- |
| Три Майл Айленд-1 | PWR           | 819 МВт  | 880 МВт  | 18.05.1968           | 19.06.1974          | 02.09.1974          | 20.09.2019 |
| Три Майл Айленд-2 | PWR           | 880 МВт  | 959 МВт  | 01.11.1969           | 21.04.1978          | 30.12.1978          | 28.03.1979 |